# منتخب تايبيه الصينية تحت 20 سنة لكرة القدم
منتخب تايبيه الصينية تحت 20 سنة لكرة القدم هو ممثل تايوان الرسمي في المنافسات الدولية في كرة القدم في فئة كرة قدم تحت 20 سنة للرجال
، يديريه اتحاد تايبيه الصينية لكرة القدم.